# Козенкова, Елена Юрьевна
Еле́на Ю́рьевна Козенко́ва — тележурналист, режиссёр и продюсер документального кино.

## Биография
Елена Юрьевна Козенкова окончила факультет журналистики МГУ им. Ломоносова — с красным дипломом. В студенческие годы уже работала ведущей популярных радиопрограмм «Полевая почта юности» и «Молодежный канал». После окончания университета пришла работать на телевидение — на Первый канал — специальным корреспондентом программы «Время», после ухода оттуда в 1998ом году тесно сотрудничала в качестве корреспондента с программой «Русский дом» телеканала «Московия». Затем занялась документальным кино, став автором многих фильмов о православии и истории России. Сотрудничает с телеканалами «Спас», «Союз», ОРТ, ТВЦ, 3 канал, а также с радиостанциями «Радонеж», «Народное радио». Лауреат и призёр кинофестивалей «Радонеж», «Лучезарный ангел» и др.
Автор проекта и ведущая программы «Верую… Из жизни знаменитых современников» , автор ютуб-канала Елены Козенковой — https://www.youtube.com/c/ЕленаКозенкова

## Семья
- Отец — Юрий Иванович Козенков, инженер-электрик
- Мать — Татьяна Ивановна Козенкова, учитель русского языка и литературы

## Фильмография
- 1999 «Государь император Николай II: возвращение»
- 2000 «За Веру, Царя и Отечество»
- 2001 «Верую… Из жизни знаменитых современников»
- 2002 «Православный видеокалендарь»
- 2002 «Сын в армии»
- 2003 «Чудотворный образ России», фильм первый
- 2004 «Чудотворный образ России», фильм второй
- 2004 «Выбор веры»
- 2007 «Дорогою любви»
- 2007 «Остров спасения»
- 2007 «Русский крест»
- 2007 «Русское экономическое чудо: страницы истории»
- 2008 «Земля Труворова»
- 2008 «Россия, которую мы любим» (продюсер)
- 2009 «Храм в Антарктиде» (режиссёр, продюсер)
- 2009 «Севастополь. Непобеждённый город» (продюсер)
- 2010 сериал «Русский локомотив» История экономического чуда в России — конец XIX начало XX веков
- 2011 «Скит»
- 2013 «Свет Византии»
- 2020 Старец Петр или сорок дней любви.
- 2022 “Крест над АЗОВСТАЛЬЮ»
- 2022-2023 «Расстрелянный рай»
- 2022-2023 «Соль земли»

## Награды и признание
- диплом кинофестиваля «Лучезарный ангел» (2008) в номинации «За раскрытие темы о современной монастырской жизни» — за документальные фильмы «Остров спасения» и «Дорогою любви»[3]
- Золотая премия «Страна» (2009, XII Евразийский телефорум) — фильм «Дорогою любви»[4]
- премия «Лучший продюсер» (2009, кинофестиваль «Радонеж») — за производство фильмов «Храм в Антарктиде», «Дорогою любви», «Россия, которую мы любим»[5][6]
- лауреат кинофестиваля «Радонеж» (2011) — за фильм «Скит»[7][8]
- специальный приз кинофестиваля «Радонеж» (2015 г.) — в телевизионной номинации программа «Верную…Из жизни знаменитых современников».

конфессиональные
- орден Святого Царя- мученика и страстотерпца Николая 2 Русской православной церкви заграницей  Московского патриархата[9]
- орден Святой Царицы Александры Русской - от Русской православной церкви заграницей Московского патриархата
- медаль «Защитник Отечества» движения «Россия Православная» — за фильм «Сын в армии».